# Jim Edmonds
James Patrick Edmonds (Fullerton, California, 27 de junio de 1970), más conocido como Jim Edmonds, es un exjugador profesional estadounidense de béisbol que se desempeñó en la posición de jardinero central en las Grandes Ligas de Béisbol (MLB). Logró obtener ocho Guantes de Oro.

## Carrera
Edmonds jugó como profesional siete temporadas en Los Angeles Angels (1993-1999), después pasó por varios equipos, St. Louis Cardinals (2000-2007), San Diego Padres (2008), Chicago Cubs (2008), Milwaukee Brewers (2010), y finalmente, se unió a Cincinnati Reds, donde jugó una temporada (2010), y fue el equipo en el que se retiró.

## Premios
Fue galardonado con el Guante de Oro en ocho oportunidades (1997, 1998, 2000, 2001, 2002, 2003, 2004 y 2005).